# لئون ون لو

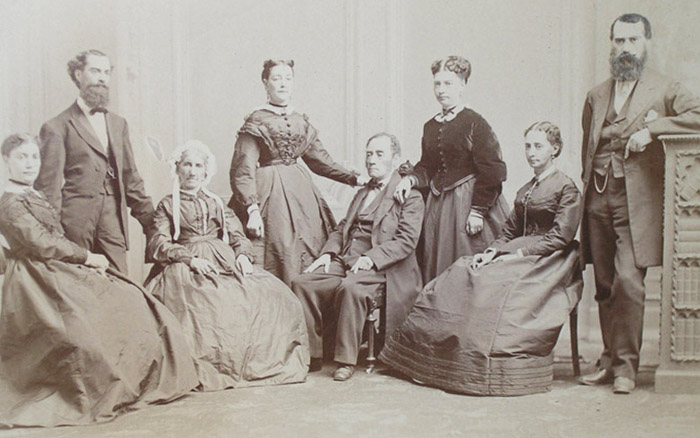
عکس خانواده ورکوم، توسط ون لو، احتمالاً مربوط به دهه ۱۸۶۰

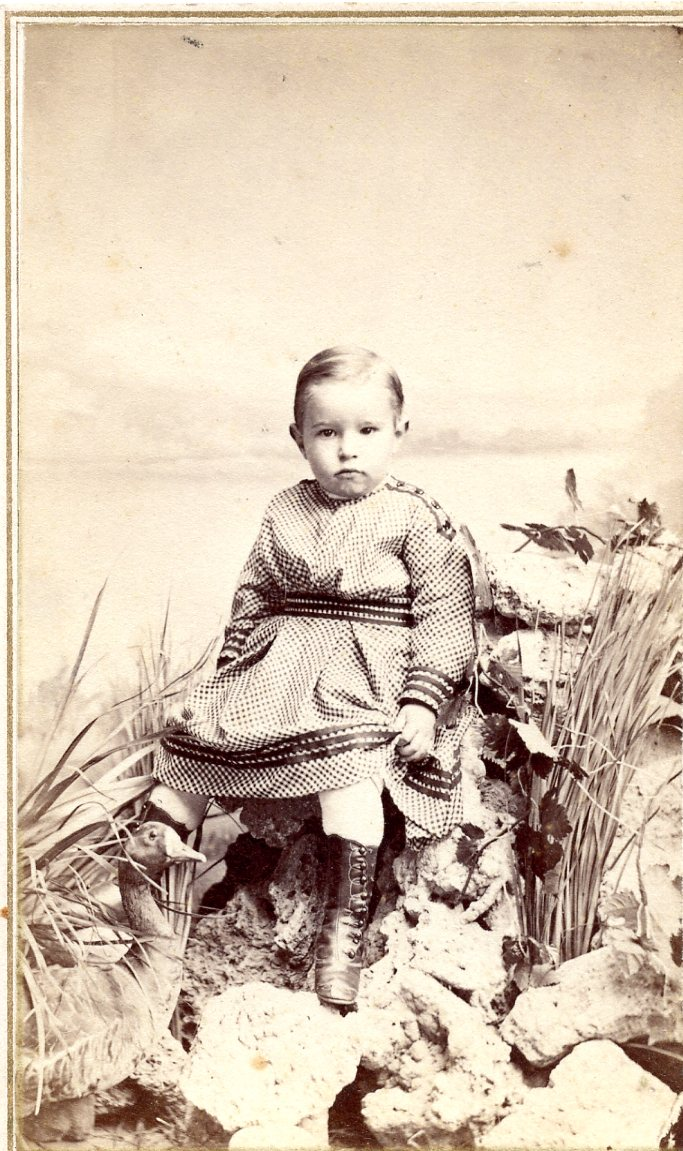
کارت ویزیت یک پسر کوچک

لئون ون لو (۱۸۴۱–۱۹۰۷) عکاس و مروج هنر بود. وی در ۱۲ اوت ۱۸۴۱ در خنت بلژیک متولد شد و در سال ۱۸۵۸ به آمریکا نقل مکان کرد و در سینسیناتی اوهایو یک گالری عکاسی افتتاح کرد. او پس از جنگ داخلی که کارش در تجارت پنبه رونق کرفت، اوایل سال ۱۸۶۶ خود را ۱۸۶۶ بازنشسته کرد. او بعد از آن وقت خود را به سفر به اروپا و جمع‌آوری آثار هنری گذراند که بعد از مدتی آنها را در سینسیناتی به نمایش گذاشت.
در سال ۱۸۷۵، او نوع جدیدی از عکاسی را معرفی کرد که آنرا «ایده‌آل» نامید. با استفاده از این روش عکس روی اکسید روی که برروی ورق آهن سیاه شده اعمال می‌شود چاپ می‌گردد و یک سطح شفاف مرواریدی دارد.
در سال ۱۸۹۰، وی یکی از اعضای بنیانگذار باشگاه هنری سینسیناتی بود و از ۱۸۹۴ تا ۱۸۹۶ و ۱۹۰۳–۱۹۰۴ به عنوان مدیر آن خدمت کرد. ون لو در ۱۰ ژانویه ۱۹۰۷ درگذشت.